# 8139 Paulabell
8139 Paulabell eller 1980 UM1 är en asteroid i huvudbältet som upptäcktes den 31 oktober 1980 av den amerikanska astronomen Schelte J. Bus vid Siding Spring-observatoriet. Den är uppkallad efter Paul A. Abell.
Asteroiden har en diameter på ungefär 3 kilometer.